# Humberto Juan Recanatini
Humberto Juan Recanatini fue un futbolista argentino.  

## Trayectoria
Jugó en Almagro, Central Argentino y en Gimnasia y Esgrima La Plata, formando parte en este último de El Expreso de 1933.

## Selección nacional
Salió campeón con Argentina de la Copa América de 1927.